# Katsuyo
Katsuyo（かつよ）は、日本の美容研究家。顔筋コーディネイト考案者。本名、茂呂佳世。

## 略歴
東京都出身。米国サンタモニカカレッジ卒業後、日本に帰国。広告代理店、生命保険会社勤務を経て、2000年6月よりスペリアルサロンを南青山に開設。自身の化粧品による肌トラブルの経験から、化粧品に頼らない美肌や美容法を追求し、独自のメソッドを確立。以来5,000人、施術を10,000回以上、女性の肌トラブルケアに向き合い、サロン運営と同時に東洋医学概念や東洋西洋医学解剖学を学ぶ。自身のルーツが台湾華僑であることとアメリカ留学経験から、西洋と東洋の思想がミックスされた独自の哲学を持つ。理論に基づいた顔筋コーディネーターとして、日本、ニューヨーク、ロサンゼルス、ミラノ、シンガポール、クアラルンプール、台湾などで活動している。

### サロン
スペリアルメソッド表参道店、さらにワンランクアップしたKTYメソッドを体験できる南青山のプライベートサロンを主宰。

### 化粧品
2016年、基礎化粧品ラインSUUを開発発売。従来の化粧品とは逆の「肌に必要のないものを極限まで削ぎ落とし、肌本来の力を取り戻す」というコンセプト。

### 顔筋コーディネート理論
顔のコリをほぐすことにより、細胞を活性化させ血流改善し、肌本来が持つ自然治癒力を高めるといったシンプルな理論により、肌老化を防ぎ、シワやほうれい線、たるみを目立ちにくくする施術。

## 著書
- 「THE FACEやっぱり、顔でしょ。」自由国民社 (2014/12/4)
- 「愛もお金も引き寄せる顔になる！顔筋コーディネート」河出書房新社 (2015/8/8)
- 「逆引き アンチエイジング事典」主婦の友社 (2016/9/2)
- 「男は顔が名刺」主婦の友社（2018/3)[4][5]